# Palaeopsis testacea
Palaeopsis testacea là một loài bướm đêm thuộc phân họ Arctiinae, họ Erebidae.